# Фуентес-де-Маганья
Фуентес-де-Маганья (ісп. Fuentes de Magaña) — муніципалітет в Іспанії, у складі автономної спільноти Кастилія-і-Леон, у провінції Сорія. Населення — 101 особа (2010).
Муніципалітет розташований на відстані близько 210 км на північний схід від Мадрида, 30 км на північний схід від Сорії.

## Демографія
Динаміка населення (INE ):